# Něrl (přítok Volhy)
Něrl (rusky Нерль) je řeka v Jaroslavské a ve Tverské oblasti v Rusku. Je dlouhá 112 km. Povodí řeky je 3270 km².

## Průběh toku
Odtéká z jezera Somino, jehož hlavní zdrojnicí je Vjoksa, která vytéká z jezera Pleščejevo a je v některých pramenech označována za horní tok vlastní Něrli. Ústí zprava do Volhy.

## Vodní režim
Zdrojem vody jsou převážně sněhové srážky. Průměrný roční průtok vody ve vzdálenosti 55 km od ústí činí přibližně 12,8 m³/s. Zamrzá v listopadu a rozmrzá v dubnu.